# Arena Chungju
Arena Chungju – przeznaczona do koszykówki hala sportowa znajdująca się w mieście Chungju, w Korei Południowej. W tej hali swoje mecze rozgrywa drużyna Chungju BC. Hala może pomieścić 4 398 widzów, wszystkie miejsca są siedzące.